# دینو باروتی
دینو باروتی (انگلیسی: Dino Barsotti؛ ۱ ژانویه ۱۹۰۳ – ۱۲ ژوئن ۱۹۸۵) قایقران روئینگ اهل ایتالیا بود.
وی در مسابقات کشوری و بین‌المللی در مجموع برندهٔ ۱ مدال طلا، ۵ مدال نقره شده‌است.